# Joan Segarra
Pour les articles homonymes, voir Segarra (homonymie).
Joan Segarra Iracheta (né le 15 novembre 1927 à Barcelone, décédé le 3 septembre 2008 à Taradell, Osona) est un footballeur espagnol.

## Biographie
Joueur technique et élégant, capable de jouer au milieu de terrain et en défense, Segarra est le capitaine du FC Barcelone pendant les années 1950. Il reste seize ans parmi les Blaugranas, entre 1949 et 1965, disputant 405 matchs officiels, 528 selon le club (voir 559 matches selon certaines sources).
Il compte également 25 sélections en équipe d'Espagne entre 1951 et 1962, souvent comme capitaine, ainsi que trois en équipe d'Espagne B. Il fait partie du groupe espagnol pour la Coupe du monde 1962 mais n'y joue pas.
Segarra achève sa carrière de joueur en 1965 et devient entraîneur de jeunes à Barcelone puis adjoint de l'entraîneur du Barça Helenio Herrera durant la saison 1979-1980.

## Parcours
- Sansenc
- Sant Pol
- FC Vilafranca
- 1949-1965 :  FC Barcelone

## Palmarès
- Coupe des villes de foire : 1958, 1960
- Championnat d'Espagne : 1952, 1953, 1959, 1960
- Coupe d'Espagne : 1951, 1952, 1953, 1957, 1959, 1963